# Örskogen
Örskogen är en by i Vansbro kommun, söder om Vansbro längs riksväg 26. Örskogen ligger i gammal finnmark och är den nordligaste byn i Järna finnmark. På 1700-talet fanns två gårdar i byn. 1990 var byn nästan avfolkad med endast 2 fastboende. 2003 hade invånarantalet stigit till 14 personer.
Byn ligger i svag nordsluttning och har inte samma exponering som de flesta andra finnbyar.
Byn har en aktiv byaförening som bland annat ordnar en "mottifest" som är en 60-årig tradition. Motti är en nävgröt som stommen i finnarnas kost. Den som inte är sugen på motti bjuds på sill och potatis på festen. 350-400 personer brukar delta i festligheterna med mat musik och ibland barndop.
Hembygdsföreningen ordnar även kvarnkvällar då man drar igång kvarnen och mal mjöl.
Vintrarna i Örskogen går i skidåkningens tecken. Hela byn hjälps åt att arrangera skidloppet Vårpoffen med ca 350 deltagare.